# Martha (gołąb)

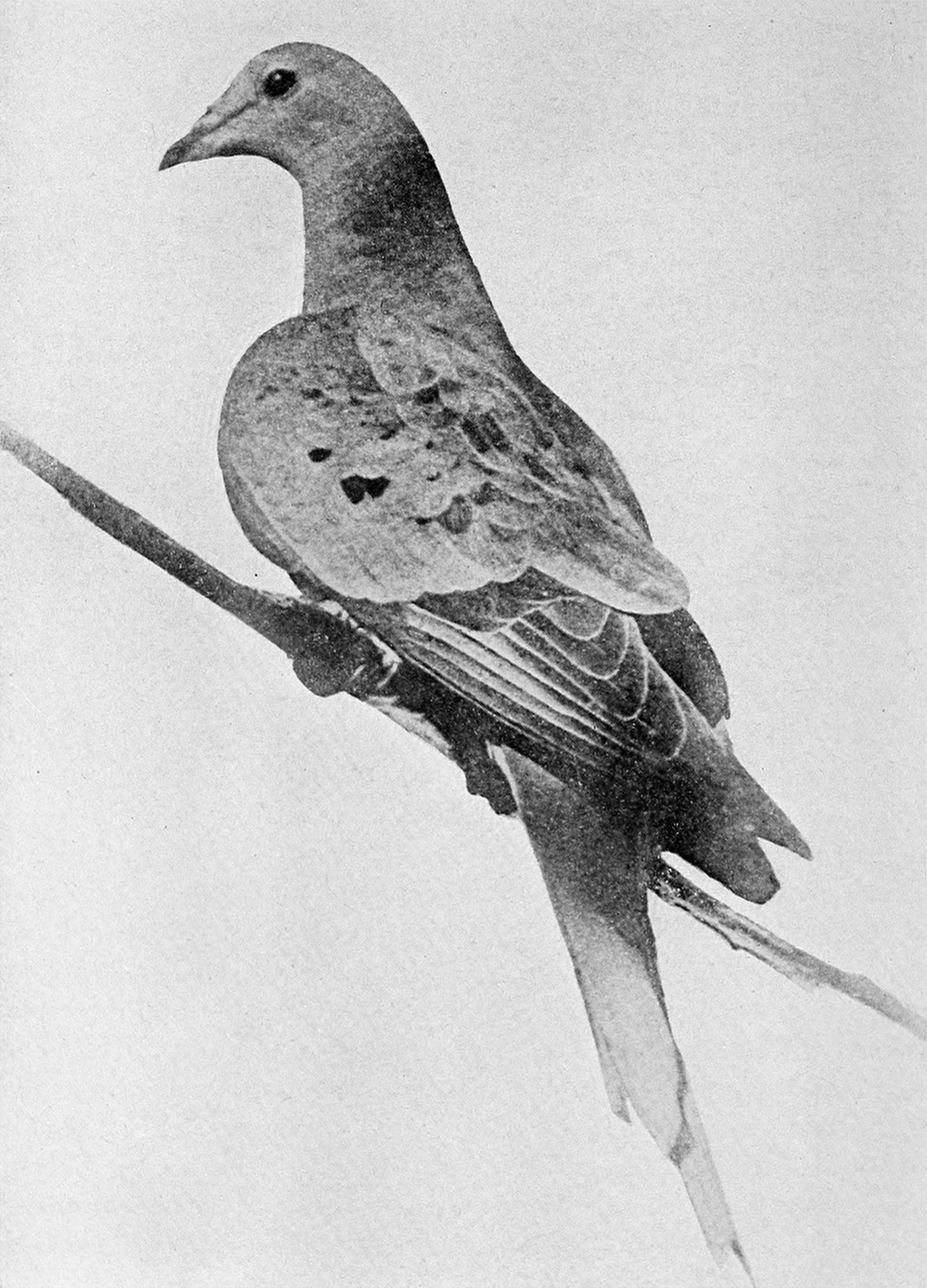
Martha za życia

Gołębica Martha (około 1885, zm. 1 września 1914) – ostatnia znana przedstawicielka gołębia wędrownego.

## Pochodzenie

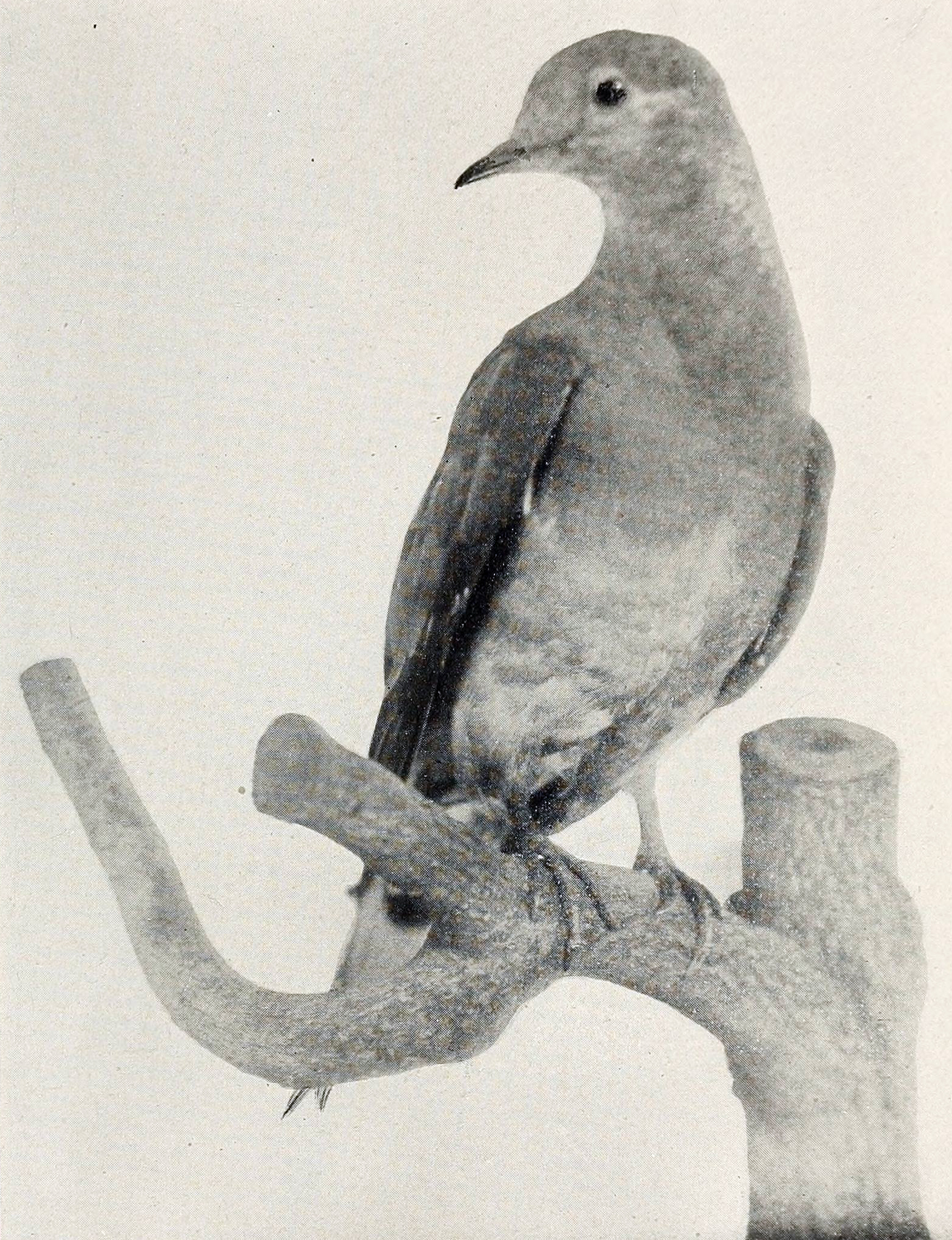
Wypchana Martha w 1921 roku

Martha na pokazie Smithsonian Institution w 1956 roku

Nie jest do końca pewne, skąd dokładnie pochodziła Martha. Historia gołębi wędrownych z ogrodu zoologicznego w Cincinnati została opisana przez Arlie Williama Schorgera w jego monografii na temat tego gatunku jako „beznadziejnie pomylona”. Shorger napisał również, że ciężko znaleźć bardziej zniekształconą historię niż Marthy. Według pierwszej i ogólnie akceptowanej wersji, na przełomie XIX i XX wieku ostatnie znane stado gołębi wędrownych zostało przejęte przez profesora Charlesa Otisa Whitmana z University of Chicago. Whitman początkowo zdobywał gołębie od Davida Whittakera ze stanu Wisconsin, który przesłał mu sześć ptaków. Dwa z nich miały być rodzicami Marthy, wyklutej w 1885 roku. Martha została nazwana imieniem pierwszej damy Stanów Zjednoczonych Ameryki, Marthy Dandridge Custis Washington.
Whitman przetrzymywał gołębie wędrowne, aby badać ich zachowanie, razem z gołębiami skalnymi i sierpówkami. Charles Otis Whitman oraz pracownicy Ogrodu Zoologicznego w Cincinnati w stanie Ohio zauważyli spadek dzikiej populacji gołębi wędrownych, dlatego przystąpili do stałej hodowli przetrwałych ptaków. Oprócz tego podejmowano także próby skłonienia gołębi skalnych do zaopiekowania się jajami wymierającego gatunku gołębi wędrownych. Próby te okazały się nieskuteczne i Whitman wysłał Marthę do zoo w Cincinnati w 1902. Z kolei inne źródło podaje, że Martha była potomkiem jednej z trzech par gołębi wędrownych nabytych przez Ogród Zoologiczny w Cincinnati w 1877 roku. Według trzeciej wersji, gdy w 1875 otworzono tamtejsze zoo, przebywały tam dwadzieścia dwa ptaki zagrożonego gatunku, a Martha została tam dostarczona w 1885. Gołębie wędrowne były wówczas przechowywane nie ze względu na rzadkość, ale by umożliwić amerykańskim gościom zapoznanie się z ich rodzimą fauną.

## Pobyt w Cincinnati

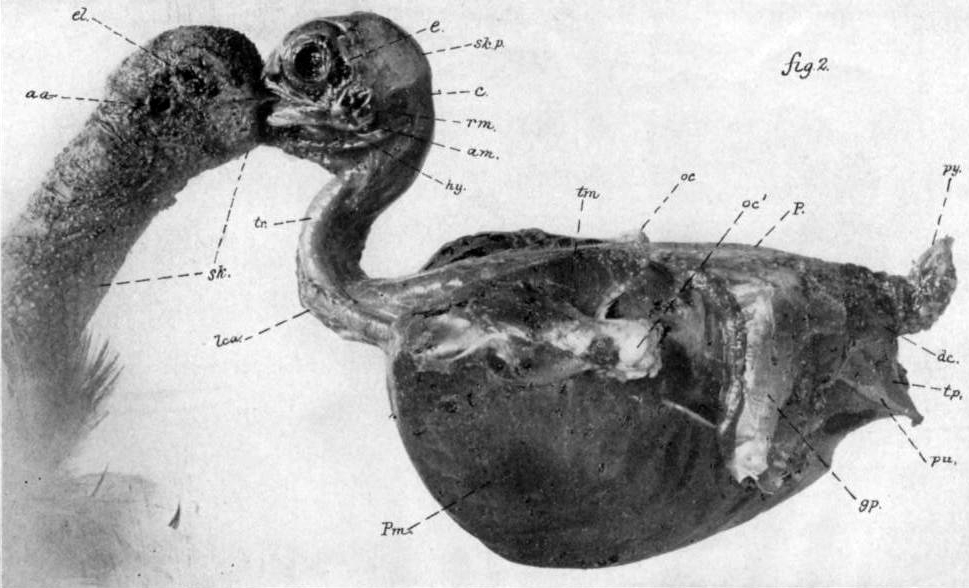
Martha po odarciu jej ze skóry

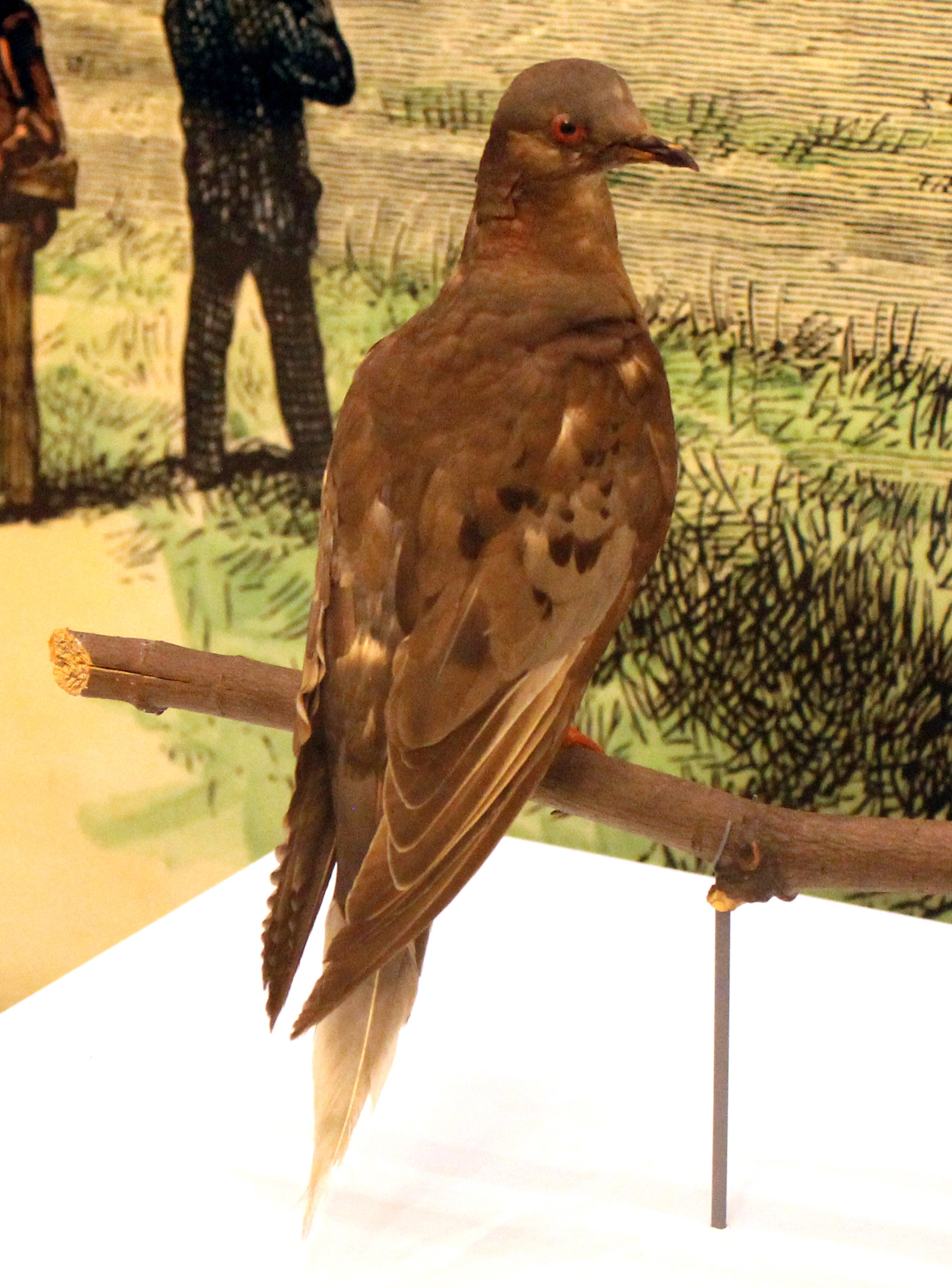
Wypchana Martha w 2015 roku

W listopadzie 1907 Martha i dwa samce były jedynymi przetrwałymi gołębiami wędrownymi po tym, jak w Milwaukee w stanie Wisconsin cztery złapane samce umarły w okresie zimowym. Jeden z samców z Cincinnati umarł w kwietniu 1909, a następny – 10 lipca 1910 roku. Martha szybko stała się wówczas znana ze względu na to, że była ostatnim przedstawicielem gatunku. Co prawda oferowano tysiąc dolarów nagrody za znalezienie partnera dla Marty, co miało na celu jeszcze bardziej zwiększyć liczbę odwiedzających ogród, jednak nie odkryto już nigdy więcej żadnego osobnika. Kilka lat przed śmiercią Martha doznała udaru, co ją znacznie osłabiło. Po tym wydarzeniu pracownicy zoo wstawili dla niej nową, niżej położoną grzędę, ponieważ nie była w stanie dosięgnąć do swojej starej. Martha umarła ze starości o godzinie trzynastej (wg innego źródła – 15) 1 września 1914 roku. Jej ciało zostało znalezione na podłodze klatki. W zależności od źródeł, Martha miała od siedemnastu do dwudziestu dziewięciu lat w chwili śmierci, choć ogólnie przyjętym wiekiem jest dwadzieścia dziewięć.

## Po śmierci

Siatka do łapania gołębi wędrownych na terenie dzisiejszej Kanady w 1829 roku. Gołąb wędrowny wymarł wskutek nadmiernego odłowu

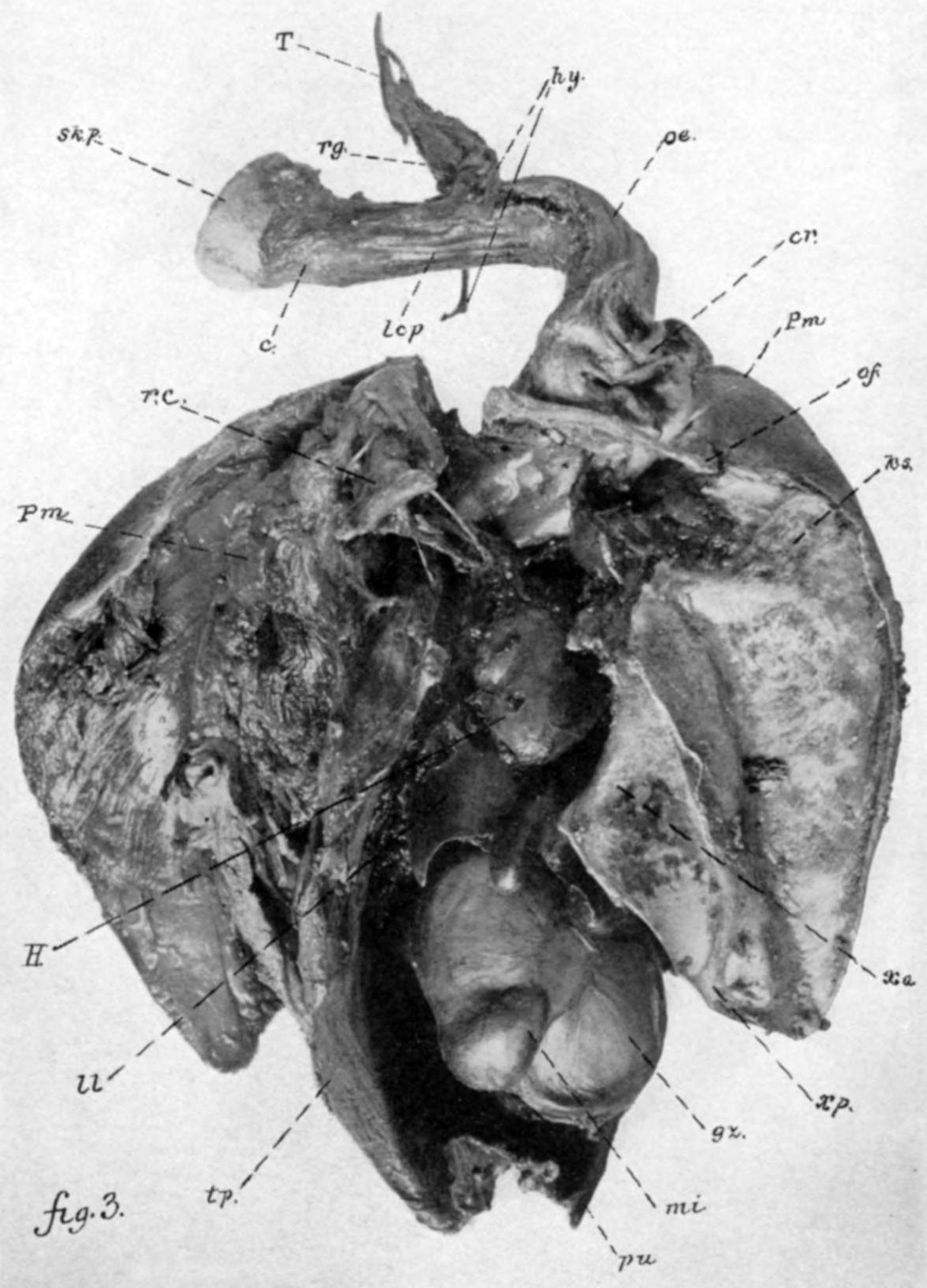
Narządy wewnętrzne Marthy w 1915 roku

Po śmierci Martha została zamrożona w bryle lodu o wadze stu czterdziestu kilogramów, a następnie wysłana pociągiem ekspresowym do Smithsonian Institution, gdzie dotarła 4 września 1914 roku i została sfotografowana. Następnie Martha została wypchana, a jej narządy wewnętrzne spreparowane przez Roberta Wilsona Shufeldta. Są one przechowywane w Muzeum Historii Naturalnej w Waszyngtonie. Ciało Marthy było wystawiane w postaci wypchanego okazu z inskrypcją informującą o dacie śmierci, wieku ptaka i wymarciu gatunku. Spreparowana Martha nadal znajduje się w zbiorach tej instytucji, jednak nie jest wystawiana jako ekspozycja. Jedynie w ramach setnej rocznicy wymarcia gatunku, przedstawiono ją na wystawie zatytułowanej Once There Were Billions od czerwca 2014 do września 2015 roku. Z czasem Martha stała się symbolem procesu wymierania. John Herald, piosenkarz bluegrassowy, napisał piosenkę zadedykowaną Marcie i wymarciu gołębi wędrownych, zatytułowaną Martha (Last of the Passenger Pigeons).